# Репище (Могилёвский район)
Репище — деревня в составе Заводскослободского сельсовета Могилёвского района Могилёвской области Республики Беларусь.

## Географическое положение
Ближайшие населённые пункты: Перстилы, Поплавщина, Незовка.